# Nagorno-Karabach
Nagorno-Karabach of Opper-Karabach (Armeens: Լեռնային Արցախ, Lernayin Arcax, Azerbeidzjaans: Dağlıq Qarabağ of Yuxarı Qarabağ, Russisch: Нагорный Карабах, Nagorný Karabah), was een door etnische Armeniërs bevolkte enclave binnen Azerbeidzjan met als hoofdstad Stepanakert. Het gebied was in de periode 1991-2023 de facto onafhankelijk als de Republiek Nagorno-Karabach of Republiek Artsach (Armeens: Արցախի Հանրապետություն / Arc'axi Hanrapetut'yun). Azerbeidzjan had geen zeggenschap in de regio en er was sprake van sterke Armeense invloed op het bestuur.
Nagorno-Karabach was sinds 1998 door middel van de Laçın-corridor verbonden met Armenië. In 2020 herstelde Azerbeidzjan het gezag over delen van het gebied en in 2023 dwong het Azerbeidzjaanse leger na een kortdurende aanval de Karabachse eenheden tot overgave en ontwapening. Dit leidde tot een uitstroom van nagenoeg alle Armeniërs via de Laçın-corridor, en de aankondiging van de opheffing van de Republiek Nagorno-Karabach.
Nagorno is Russisch voor hoog of bergachtig en Karabach komt uit het Turks en Iraans, Kara betekent zwart in het Turks en Bach betekent tuin in het Iraans. De grotere regio Karabach bevat meer berggebied en strekt zich uit naar de laaglanden.

## Geschiedenis
Rond het midden van de 7e eeuw werd de regio veroverd door de binnenvallende Arabische moslims door de islamitische verovering van Perzië. Vervolgens werd het geregeerd door lokale gouverneurs die werden gesteund door het Kalifaat. Volgens sommige bronnen kwam in 821 de Armeense prins Sahl Smbatian in opstand in Artsach en stichtte het Huis van Chatsjen, dat Artsach regeerde als een vorstendom Chatsjen tot het begin van de 19e eeuw.
Nagorno-Karabach werd een protectoraat van het Russische Rijk door het Verdrag van Kurekchay, ondertekend tussen Ibrahim Khalil Khan van Karabach en generaal Pavel Tsitsianov namens tsaar Alexander I van Rusland in 1805, volgens welk de Russische monarch Ibrahim Khalil Khan en zijn nakomelingen erkende als de enige erfelijke heersers van de regio. Echter, de nieuwe status werd pas bevestigd na de uitkomst van de Russisch-Perzische Oorlog van 1804-1813, toen Perzië door het verlies in de oorlog formeel Nagorno-Karabach afstond aan het Russische Rijk volgens het Verdrag van Gulistan (1813), voordat de rest van de Zuidelijke Kaukasus werd opgenomen in het Rijk in 1828 door het Verdrag van Torkamanchai, wat een gevolg was van de Russisch-Perzische Oorlog van 1826-1828.
In 1822, 9 jaar nadat het van Iraanse naar Russische controle was overgegaan, werd het Kanaat Karabach ontbonden en werd het gebied onderdeel van het gouvernement Jelizavetpol binnen het Russische Rijk. In 1823 waren de vijf districten die ruwweg overeenkomen met het huidige Nagorno-Karabach voor 90,8% bevolkt door Armeniërs.
Ten tijde van de Sovjet-Unie was er de Nagorno-Karabachse Autonome Oblast, die onderdeel was van de Azerbeidzjaanse SSR en die in meerderheid bewoond werd door Armeniërs. 

### Republiek Nagorno-Karabach
Tijdens het uiteenvallen van de Sovjet-Unie werd op 2 september 1991 de Republiek Nagorno-Karabach uitgeroepen in de oblast, die al in een gewapend conflict met Azerbeidzjan verwikkeld was. Op 6 januari 1992 verklaarde de republiek zich ook onafhankelijk. Gedurende het conflict werden zowel Armeniërs als Azerbeidzjanen het slachtoffer van artilleriebombardementen en etnische zuiveringen, die vele doden en grote vluchtelingenstromen tot gevolg hadden. De strijd met Azerbeidzjan duurde tot aan het staakt-het-vuren in 1994. Daarna had de Republiek Nagorno-Karabach (die in 2017 mede als officiële naam Republiek Artsach kreeg) controle over het gebied dat ze op het moment van de wapenstilstand in handen had. Dat gebied kwam ongeveer overeen met die van de voormalige oblast, en de republiek had ook controle over aangrenzende delen ten westen, ten oosten en ten zuiden ervan tot aan de grenzen met Armenië en Iran, wat het oppervlak van Nagorno-Karabach ruim twee-en-een-half keer zo groot maakte. Enkele kleinere delen in het noorden en oosten van de voormalige oblast waren in handen van Azerbeidzjan.

### Territoriale verliezen 2020
In 2020 laaide de strijd weer op tijdens een oorlog met Azerbeidzjan. De Azerbeidzjaanse strijdkrachten wisten het zuiden van de betwiste regio grotendeels te veroveren. Nadat ook Sjoesja veroverd werd door de Azerbeidzjanen, werd na bemiddeling door Moskou een staakt-het-vuren getekend. De republiek Nagorno-Karabach verloor in de overeenkomst alle gebieden die buiten de voormalige Nagorno-Karabachse Autonome Oblast vielen en de door Azerbeidzjanen gecontroleerde gebieden binnen de grenzen van de Nagorno-Karabachse AO. In Nagorno-Karabach werd een Russische vredesmacht gestationeerd, die de contactlijn met het Azerbeidzjaans gecontroleerde gebied bewaakte.
Ook in de Laçın-corridor waren deze vredestroepen actief. Er werd afgesproken dat een nieuwe weg zou worden aangelegd die om de nu door Azerbeidzjan gecontroleerde plaatsen Laçın en Sjoesja gaat, om de corridor tussen Nagorno-Karabach en Armenië een vrije doorgang te kunnen bieden zonder Azerbeidzjaanse interactie. Deze nieuwe weg tussen Stepanakert en Goris ging in september 2022 open.

### Inval door Azerbeidzjan
Op 19 september 2023 opende Azerbeidzjan een aanval op het resterende gedeelte van Nagorno-Karabach. Als aanleiding gaf Azerbeidzjan de vermeende dood van vier Azerbeidzjaanse militairen en twee burgers door landmijnen in de regio. Er ontstond breed internationaal protest tegen deze schending van het staakt-het-vuren, die tientallen slachtoffers maakte. Na bemiddeling door Rusland kwamen de autoriteiten van Nagorno-Karabach en Azerbeidzjan op 20 september een wapenstilstand overeen. Hierbij werd de krijgsmacht van Nagorno-Karabach gedwongen zichzelf te ontwapenen.

### Exodus etnische Armeniërs
De nieuwe situatie leidde tot een grote uitstroom van etnische Armeniërs uit Nagorno-Karabach via de Laçın-corridor naar Armenië. Vrijwel de gehele bevolking vluchtte in de week na de aanval, in totaal ruim 100.000 inwoners. Een VN-team dat het gebied bezocht schatte de hoeveelheid overgeblevenen onder de 1000. De missie werd door Armenië bekritiseerd en het beschuldigde de VN ervan etnische zuivering door Azerbeidzjan te verdoezelen en wit te wassen. De Armeense regering beschouwde de praktijk als etnische zuivering.
De Nagorno-Karabachse regering kondigde op 28 september 2023 aan zichzelf op te heffen, maar kwam daar op 22 december 2023 op terug en hintte daarmee op een regering in ballingschap. In april 2024 stelde de Armeense premier Nikol Pasjinjan dat er geen plaats is voor een regering in ballingschap in Armenië.
De Azerbeidzjaanse autoriteiten begonnen op 5 maart 2024 met de afbraak van het Karabach-Armeense parlementsgebouw, omdat de bouw ervan illegaal zou geweest zijn. Het parlement beschuldigde Azerbeidzjan van vandalisme en stelde in een verklaring dat Azerbeidzjan alle Armeense sporen probeert te wissen.

### Na de Invasie van Azerbeidzjan (2023)
Na de Azerbeidzjaanse herovering van Nagorno-Karabach werden talloze monumenten, gebouwen, begraafplaatsen en hele dorpen vernietigd. Sindsdien zijn Azeri's het gebied ingetrokken en zijn verschillende etnisch-Armeense historische, religieuze en politieke plekken vernietigd. Ook symbolische bouwwerken zoals chatsjkars zijn vernield. Dit proces van culturele uitwissing is versneld na de aanval van september 2023.

## Geografie

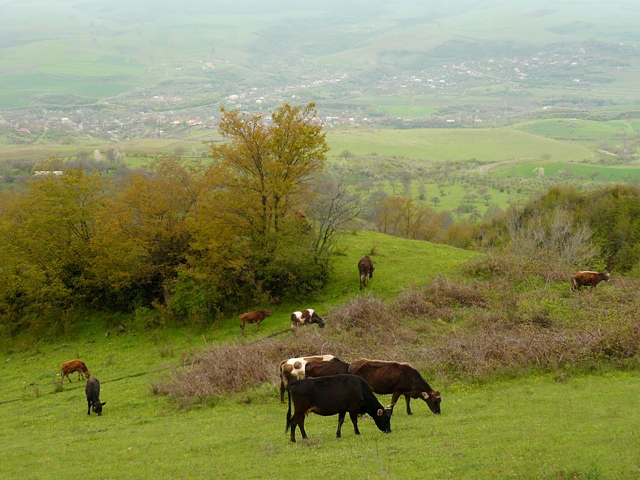
Landschap bij de gemeente Karmirshuka.

Nagorno-Karabach ligt in het uiterste zuiden van de Kleine Kaukasus, op het aardrijkskundige gebied Karabach en bevindt zich op een seismisch actieve zone. In het oosten hiervan, tot aan de rechteroever van de rivier de Koera, ligt de laagvlakte van Karabach (Laag-Karabach). In het westen is Opper-Karabach, dat uiterst bergachtig en heuvelachtig is. In het westen van Nagorno-Karabach strekt zich van noord tot zuid de Artsach- of Karabachbergketen uit. Ten westen van het gewest Mardakert is het Murovdağ-gebergte. De hoogste bergtoppen zijn:
- Gomsjasar, 3.724 m
- Murovdağ, 3.341 m
- Koesanats ("Maagdenberg"), 2.832 m
- Mets Qirs, 2.724 m
- Diezapajt, 2.476 m

De hoge gebergten zijn de oorsprong van snelstromende rivieren, die gedurende eeuwen uitgestrekte valleien, vaak ook wel diepe ravijnen hebben gevormd. Deze valleien zijn de plaatsen waar het grootste deel van de bevolking is gecentreerd. De langste rivier is de Tartar, waarop het Sarsangreservoir is gebouwd. Andere rivieren zijn:
- Chatsjenaget
- Karkar
- Hagari

De voormalige Nagorno-Karabachse Autonome Oblast had een oppervlakte van ongeveer 4400 km². Tot 2020 was de omvang van de Republiek Nagorno-Karabach 11.430 km². De historische regio Artsach had een geschatte oppervlakte van 11.528 km².

### Klimaat
Nagorno-Karabach heeft een gematigd subtropisch klimaat. De gemiddelde jaarlijkse temperatuur is +11°C. De warmste zonnige maanden zijn juli en augustus met respectievelijk +22°C en +21°C als gemiddelde temperatuur. In de wintermaanden schommelt de temperatuur rond het vriespunt. Op de hooglanden kan het 's winters behoorlijk koud en sneeuwachtig zijn. De temperatuur kan tot zo'n -23°C dalen. De maximum temperatuur is 's zomers respectievelijk 32-37°C en 40°C op de hooglanden en in de valleien. De jaarlijkse hoeveelheid neerslag bedraagt op de hooglanden 560–840 mm. In de rest van het land bedraagt het 410–480 mm. In de periode mei-juli, wanneer de meeste neerslag valt, komen stortregen en hagel vaak voor. Overigens is het weer op de hooglanden 100-125 dagen per jaar mistig.

### Natuur

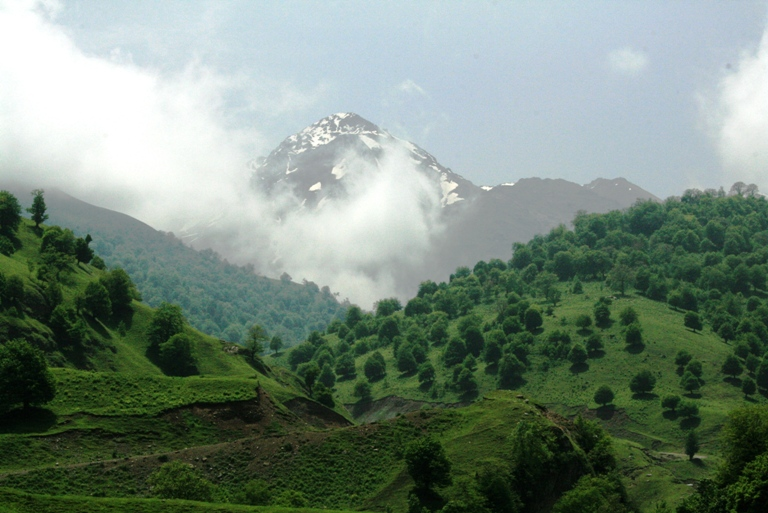
De top van de Murov (3.341 m) in het noorden van de regio

Ruim 35% van het grondgebied van Nagorno-Karabach is bedekt met wouden. Dit zijn voornamelijk de hooglanden (gebieden op een hoogte van 1.500-2.250 m). Er komen nog overal in het land oude bossen van moerbeibomen voor: een getuigenis van zijdecultuur, dat vanouds de hoofdbezigheid van Karabachers is geweest. De uitlopers van de gebergten zijn verder bedekt met struiken en weilanden. De laaglanden in het oosten zijn semiwoestijnachtig. Er komen ook vaak veelvuldig kale rotspartijen voor. Het dierenrijk van Nagorno-Karabach bestaat onder andere uit bruine beren, herten, gemzen en lynxen.

## Verkeer en vervoer
Wegens de slechte verhoudingen zijn de grenzen tussen Azerbeidzjan en Armenië en tussen Turkije en Armenië gesloten. Vanuit de Armeense stad stad Goris verliep de M12 via de Laçın-corridor, naar Sjoesja en Stepanakert. Dit was lange tijd de enige geasfalteerde verbindingsroute tussen Armenië en Nagorno-Karabach. In 2017 opende de Vardenis - Martakert (Sotkpas), wat een snellere alternatieve verbindingsroute was vanuit centraal-Armenië. Als gevolg van terreinverlies door de oorlog van 2020 werd deze laatste route gesloten door Azerbeidzjan.
De Laçın-corridor ligt sindsdien in door Azerbeidzjaan gecontroleerd gebied en Russische vredestroepen bewaakten de corridor. Conform de overeenkomst tussen Azerbeidzjan, Armenië en Rusland werd een nieuwe corridor gebouwd buiten de door Azerbeidzjan heroverde plaatsen. De corridor werd vanaf december 2022 door de Azerbeidzjaanse autoriteiten gesloten gehouden, wat tot een humanitaire crisis leidde. In september 2023 vluchtten meer dan 100.000 inwoners van Nagorno-Karabach via deze weg naar Armenië.
Sinds 2008 was er sprake van dat de luchthaven van Stepanakert, die sinds de wapenstilstand niet meer had gefunctioneerd, heropend zou worden. Het vliegveld werd niet opnieuw in gebruik genomen.
Armeense staatsburgers en burgers van GOS-landen hadden geen visum nodig voor Nagorno-Karabach. Voor staatsburgers van andere landen gold formeel een visumplicht. Het visum was overigens aan de grens, dan wel bij de vertegenwoordigingen van Nagorno-Karabach in Jerevan, Washington, Parijs, Berlijn en Moskou, gemakkelijk verkrijgbaar. Omdat de grenscontroles zo weinig voorstelden, werd veelal pas in Nagorno-Karabach naar het visum gevraagd.

## Eten en drinken

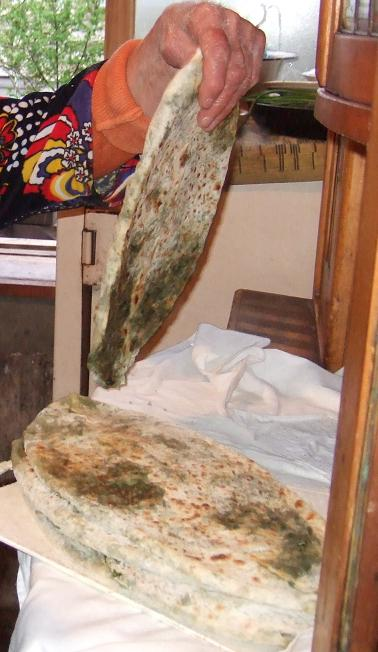
Traditionele zjengal-broodjes

- Zjengal-broodjes (Zjengalow hats)
- Moerbeiwodka

## Bezienswaardigheden
- Gandzasarklooster
- Dadivank
- Sint-Jegisjekerk (tombe van Vatsjagan de Vrome)
- Tinjery

## Bekende Karabachers
- André - popzanger
- Moeratzan - novellist
- Arrakel Babadzjanjan - historicus
- Gazaros Agajan - dichter en prozaschrijver
- Movses Kalankatvatsi - middeleeuwse geschiedschrijver
- Robert Kotsjarjan - ex-president van Armenië
- Gago Drago - Nederlands-Armeense kickbokser
- Vladimir Arzumanian - popzanger